# Stephen R. Bourne
Stephen Richard „Steve“ Bourne (narozen 7. ledna 1944) je anglický informatik, který většinu své kariéry prožil ve Spojených státech. Je znám jako autor Bourne shellu (sh), který je standardním příkazovým interpretem pro rozhraní příkazového řádku v systému Unix.

## Životopis
Bourne získal bakalářský titul BSc z matematiky na King's College London v Anglii, diplom z matematické informatiky a Ph.D. z matematiky na Trinity College (Cambridge). Následně pracoval na překladači jazyka ALGOL 68 v počítačové laboratoři University of Cambridge (viz ALGOL 68C). Pracoval také na systému CAMAL pro algebraické manipulace používaném pro výpočty v oblasti lunární teorie.
Po dokončení Univerzity v Cambridgi pracoval devět let v Bellových laboratořích v týmu vyvíjejícím Version 7 Unix. Kromě Bourne shellu vytvořil debugger adb a napsal druhou knihu o Unixu určenou pro běžné čtenáře, The Unix System.
Poté pracoval na seniorských pozicích v inženýrském managementu ve firmách Silicon Graphics, Digital Equipment Corporation, Sun Microsystems a Cisco Systems.
Podílel se na vývoji mezinárodních standardů v oblasti programování a informatiky jako člen pracovní skupiny 2.1 Mezinárodní federace pro zpracování informací (IFIP) IFIP Working Group 2.1 on Algorithmic Languages and Calculi, která vydala specifikaci programovacích jazyků ALGOL 60 a ALGOL 68, a která tyto jazyky udržuje a podporuje.
V letech 2000 až 2002 byl prezidentem Association for Computing Machinery (ACM). Za svou práci v oblasti výpočetní techniky získal v roce 2008 prezidentskou cenu ACM a v roce 2005 byl jmenován členem této organizace. Je také členem Královské astronomické společnosti.
Do roku 2014 byl technologickým ředitelem společnosti rizikového kapitálu Icon Venture Partners se sídlem ve městě Menlo Park v Kalifornii. Je také předsedou redakční rady časopisu ACM Queue, který spoluzakládal, když byl prezidentem ACM.